# Frizbi
Frizbi, Frisbee (od istoimene robne marke), leteći disk ili flying disc, igračka je ili sportski rekvizit koji je obično izrađen od plastike.
Ovakav disk je osnovno sredstvo za igru športova s letećim diskovima kao što su disc golf ili ultimate frizbi.